# Catedral Metropolitana de Santiago

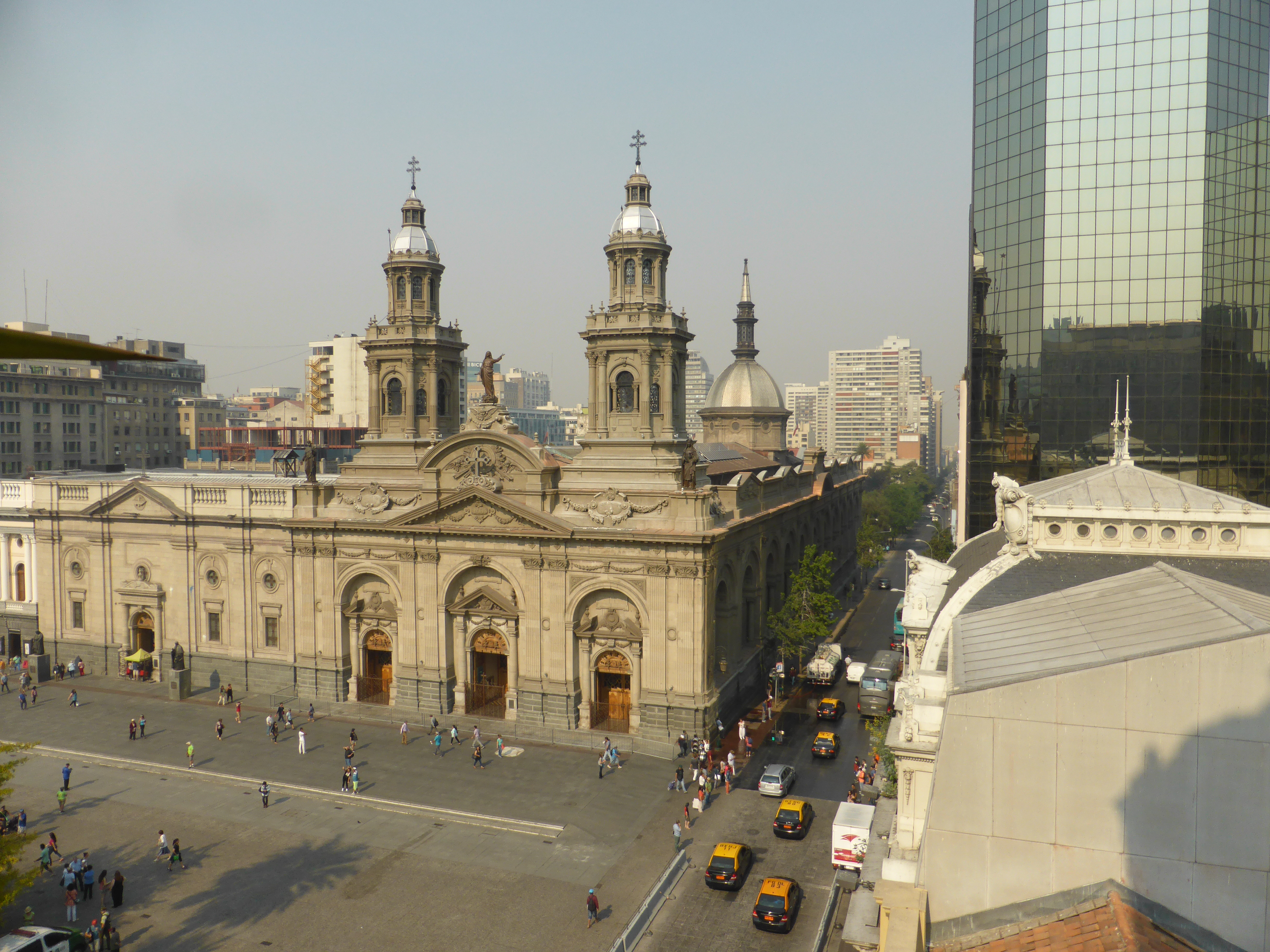
Vista de la catedral desde la torre del Museo Histórico Nacional

La Catedral Metropolitana de Santiago es la sede de la arquidiócesis de Santiago de Chile y el principal templo de la Iglesia católica en Chile. Como Iglesia Catedral es la sede permanente del arzobispo de Santiago y está dedicada a la Asunción de la Virgen María.
Se ubica en la comuna de Santiago, frente a la Plaza de Armas. El conjunto arquitectónico de la catedral está compuesto por el Palacio arzobispal, la Parroquia del Sagrario y el templo propiamente tal; todos estos edificios son considerados monumentos nacionales.
Muchos templos precedieron al que existe hoy en día, siendo el actual el quinto levantado en el lugar.

## Historia

### Los primeros templos

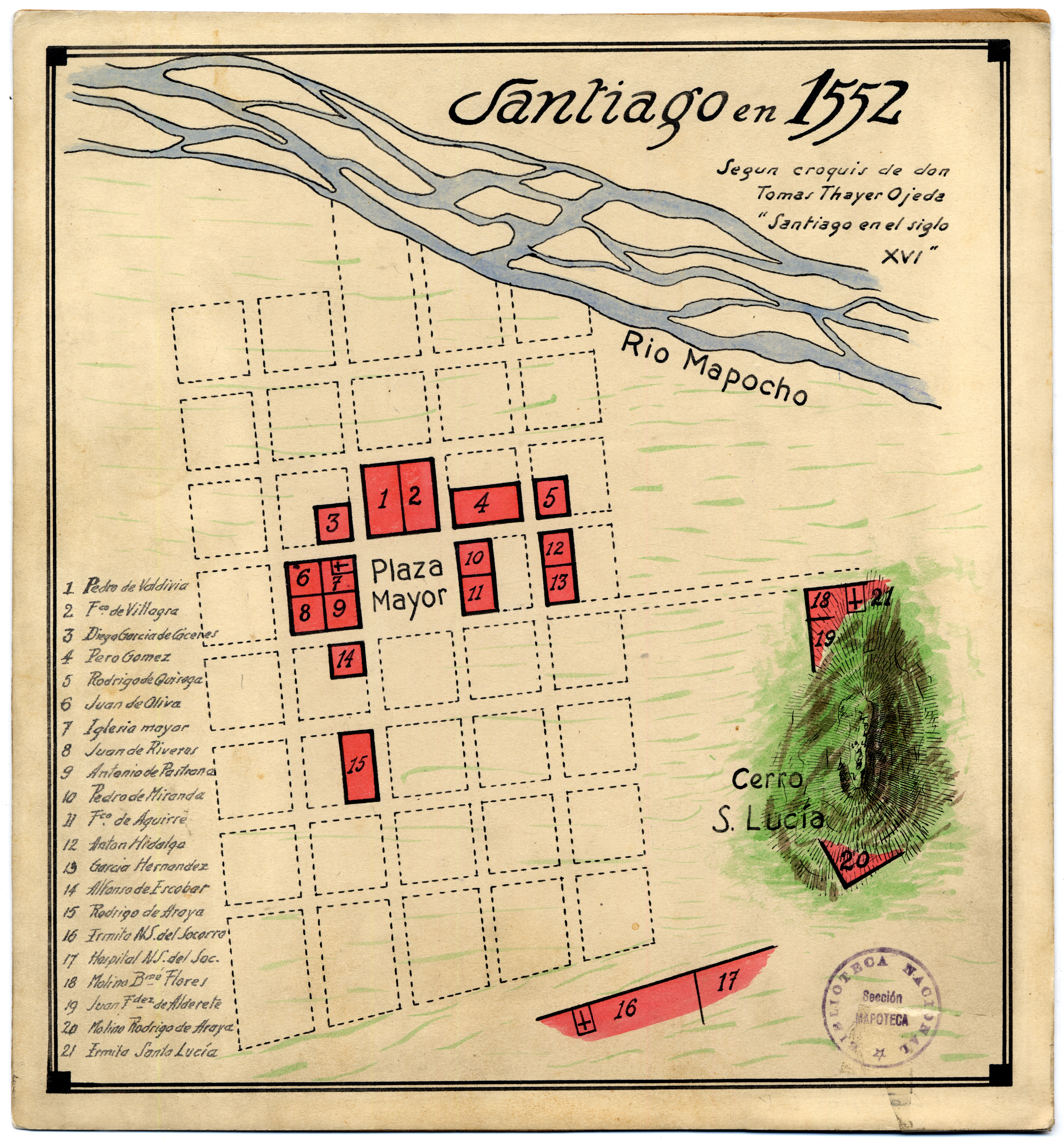
Mapa de Santiago en 1552. La Catedral o Iglesia Mayor se encuentra en la esquina norponiente de la Plaza de Armas o Plaza Mayor (mapa realizado h. 1900, conservado en la mapoteca de la Biblioteca Nacional de Chile)

El 12 de febrero de 1541, día de fundación de la ciudad de Santiago de Nueva Extremadura, el conquistador Pedro de Valdivia destinó el costado nororiental de la Plaza Mayor o Plaza de Armas para la construcción de una iglesia. Mientras se construía, los servicios religiosos, como la Eucaristía, eran celebrados en la puerta de la casa del gobernador, ubicada donde actualmente se encuentra el Correo Central. Probablemente, en su origen debió ser solamente una capilla de materiales ligeros, como paja y barro. Por lo menos desde 1544, se tiene noticia de que ya no se celebraban misas a la intemperie, por lo que debió crearse un edificio adecuado para llevar a cabo el culto católico.
Entre 1566 y 1600 se construyó el primer templo catedralicio. Con dimensiones mucho más pequeñas que las actuales, se encontraba ricamente decorada y estaba dispuesta en dirección norte-sur, teniendo su fachada por la calle Catedral. Posteriormente, su acceso principal se encontraría enfrentando la plaza, en la llamada «Puerta del Perdón», sobre todo después de una polémica ocurrida cerca de 1600, cuando se argumentó que la puerta norte debía ser clausurada debido a la indecencia de las casas que se encontraban frente a esta (por ser de vecinos y no parte del culto). Aquella puerta se encontraba cegada parcial o totalmente hasta su destrucción en 1769.
El terremoto del 13 de mayo de 1647 afectó la zona central de la Capitanía General de Chile, destruyendo casi la totalidad de la ciudad de Santiago. La nave central de la catedral resistió el sismo, pero su sagrario colapsó y sus pertenencias pudieron ser rescatadas días más tarde. Gracias a la iniciativa del obispo Gaspar de Villarroel, fue rápidamente retocada. El terremoto del 15 de marzo de 1657 arruinó casi por completo su estructura y se debió realizar una segunda restauración entre 1662 y 1687.

### El proyecto del obispo González

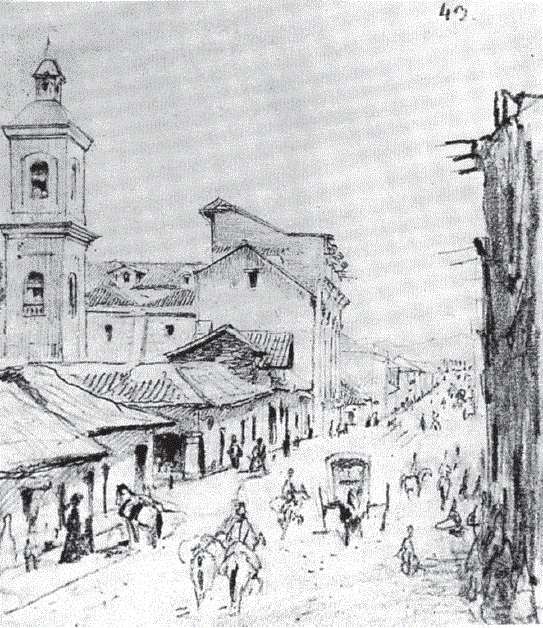
Catedral de Santiago vista desde la calle Ahumada. Se aprecia en primer plano las casas del obispo, de adobe y con un piso de altura (dibujo realizado por Mauricio Rugendas, h. 1835)

El terremoto del 8 de julio de 1730 volvió a resquebrajar la estructura catedralicia, por lo que determinó que las reparaciones realizadas cuatro décadas antes habían sido inútiles. A esto se sumaron los numerosos siniestros que habían afectado la estructura. En 1746 el obispo Juan González Melgarejo consideró que debía renovarse el templo en su totalidad.
Los planos de esta nueva catedral fueron obra de Pedro Vogl y Juan Hagen, dos miembros de origen bávaro de la Compañía de Jesús, que enviaron su proyecto a España para la aprobación real en 1753. Sin embargo, la obra ya había sido comenzada en 1748. Después de Vogl y Hagen, siguieron como directores de las obras Matías Vásquez de Acuña y Francisco Antonio de Barros. Este último tuvo un corto paso por las obras pues en 1779 hizo su aparición el arquitecto Joaquín Toesca para dirigir la construcción.
El obispo González adquirió las propiedades contiguas a la catedral, en la esquina de las actuales calles Catedral y Bandera —pertenecientes a la familia Pineda Bascuñán—, y resolvió  cambiar la dirección norte-sur, originalmente dispuesta por Valdivia en el siglo XVI, y colocar los pies (el altar) del nuevo edificio en Bandera y el frente en la plaza, en dirección oeste-este con un largo de 100 metros. Para no verse obligado a destruir el antiguo templo, y poder seguir celebrando los servicios religiosos, González ordenó comenzar las obras por la sección nueva. El 1 de julio de 1748 se colocó la primera piedra del nuevo edificio.
González contribuyó con 55 512 pesos con 4 1/2 reales para la obra y su sucesor, Manuel de Alday, con más de 160 000 pesos. Para 1788, la Corona había donado a regañadientes 97 994 pesos con 3 1/2 reales. Para ese año se habían gastado 390 235 pesos con 5 y 1/8 reales en la catedral, que ya llevaba completada cerca de sus dos terceras partes. Luego de eso, gastaron 48 964 pesos con 2 1/3 reales para la obra, sumando 456 772 pesos con 8 y 3 reales en la catedral.

### El incendio de 1769
En la noche del 22 de diciembre de 1769, un incendio destruyó la totalidad de la antigua catedral; probablemente se produjo a causa del derrame del aceite de la lámpara que alumbraba el Santísimo sobre algún objeto combustible. Al redoble de las campanas de las otras iglesias, los santiaguinos acudieron en masa al lugar del siniestro, pero ya era tarde: solamente se había salvado del siniestro una imagen de la Virgen de los Dolores, que se encontraba en la Puerta del Perdón. Aparte de ello, según Vásquez de Acuña, se salvó algo de plata y oro fundido gracias al fuego.
El servicio religioso fue provisionalmente trasladado a la Iglesia de la Compañía de Jesús, que entonces se encontraba a cargo de religiosos mercedarios tras la expulsión de los jesuitas de América.
Este incendio fue el evento que aceleró los trabajos de la catedral; el 8 de diciembre de 1775, se habilitó una parte del nuevo templo y el servicio religioso volvió allí.

### La catedral neoclásica de Toesca y Cremonesi

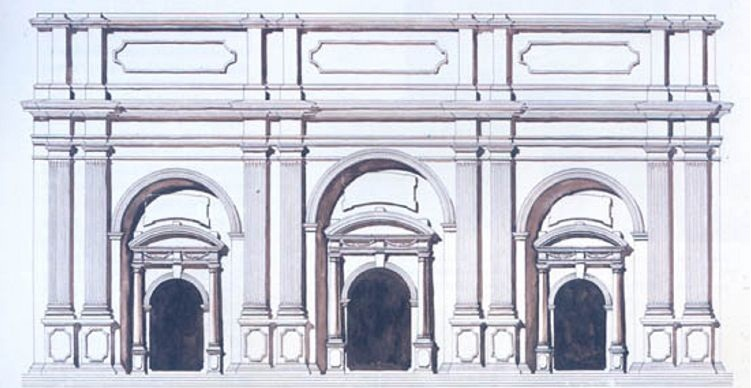
Proyecto de Joaquín Toesca para la fachada de la catedral (Lámina coloreada, h. 1780)

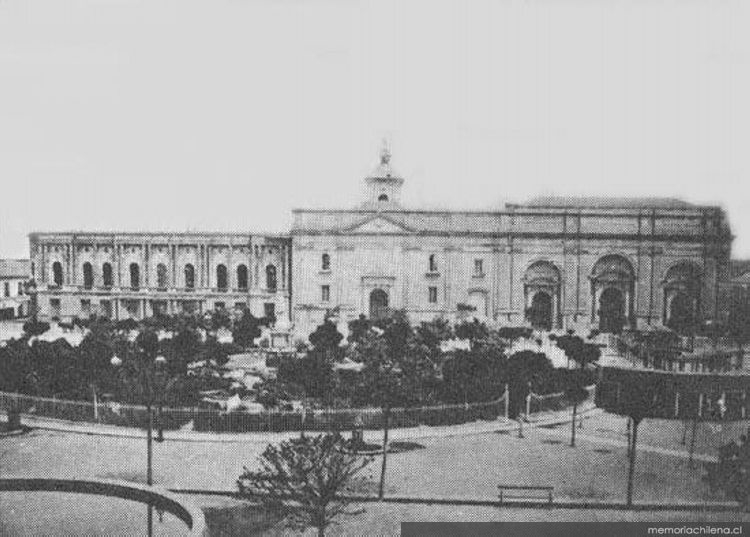
La catedral de Santiago y la plaza de Armas en 1870.

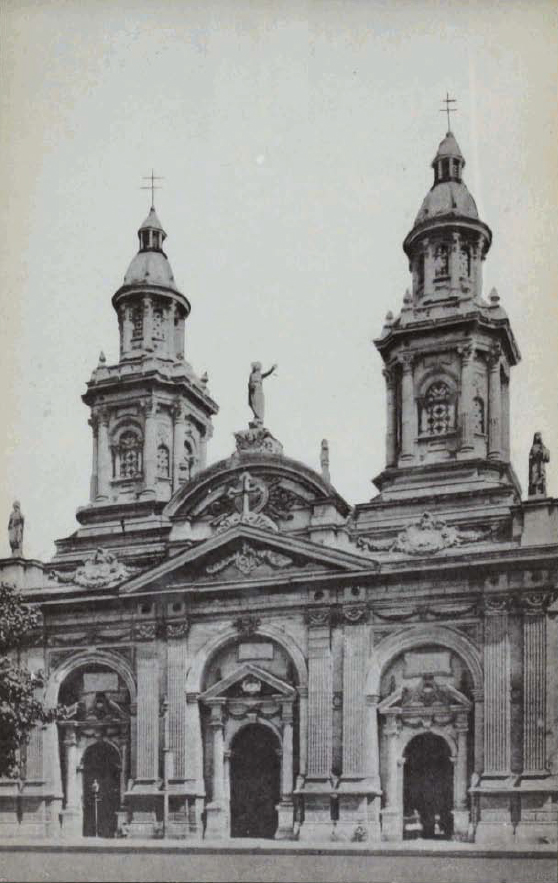
Catedral de Santiago (Fotografía de 1915, Impr. Barcelona)

El obispo Manuel de Alday presidió su consagración en 1775. Cinco años más tarde, el prelado encomendó al arquitecto italiano Joaquín Toesca la ejecución de las fachadas de la catedral y de la Capilla del Sagrario. Toesca rehízo los planos, comenzando por dirigir las obras en el sector siniestrado, contiguo a la plaza, y modificando parte de la zona ya construida, con lo cual el templo se enriqueció arquitectónicamente. Imponiendo el estilo neoclásico, y manteniéndose por cerca de 20 años en las obras, Toesca se convirtió en el más importante arquitecto de las obras de la catedral.
Hacia 1830 el edificio estaba casi concluido y en 1840 el papa Gregorio XVI lo convirtió en Catedral Metropolitana al elevar al rango arzobispal la sede de Santiago. El auto o decreto de erección se perdió más tarde, por lo que el papa Pío IX permitió hacer uno nuevo, quedando como fecha definitiva la del 29 de septiembre de 1873. En total, la obra se había demorado cerca de 80 años en ser finalizada y su costo ascendió a 600 000 pesos.
En 1846 comenzó la construcción de la Capilla del Sagrario, terminada por Eusebio Chelli. Un año después, el arzobispo Rafael Valentín Valdivieso encargó a Alexander Caldcleugh, amigo del antiguo ecónomo de la Catedral que comprara un órgano digno del edificio catedralicio, mientras el Congreso Nacional aprobaba el presupuesto para ello. En noviembre de 1849, el órgano llegó en barco a Valparaíso y para su colocación debió ser construido un coro sobre la puerta principal de la catedral, que en su primera época estuvo reforzado por catorce pilares de fierro inglés dispuestos bajo este.
A fines del siglo XIX, el arzobispo Mariano Casanova ordenó una serie de modificaciones que transformaron la Catedral en el edificio que existe actualmente. Casanova había decidido finiquitar totalmente la construcción de la catedral, por lo que contrató a Ignacio Cremonesi y se dio inicio a las obras en 1898. El diseño de Cremonesi está inspirado en un estilo toscano o romano. En las transformaciones, la piedra se cubrió de estuco y el artesonado de madera fue reemplazado por un cielo pintado de escenas en recuadros. El coro primeramente se planteó que quedara sobre el segundo nivel de pilares y más allá del arco. Sin embargo, esto hacía que quedara sobre las últimas diez corridas de asientos, por lo que la idea fue desechada. La segunda opción, y que quedó definitivamente, fue dejarlo bajo el arco, lo que aumentaba enormemente el tamaño del coro pero restringía notablemente la capacidad sonora del órgano.
El 5 de mayo de 1906, Casanova consagró el templo modificado. Interiormente la iglesia quedó constituida por tres naves: dos laterales y una central de mayor altura. Además, Cremonesi agregó dos torres a la fachada.

### Restauraciones recientes
Desde principios de 2005 hasta principios de 2006, el altar mayor del templo fue completamente remodelado junto con la cripta arzobispal. Durante las excavaciones, se encontraron los restos mortales del ministro Diego Portales, asesinado en 1837. En la cripta arzobispal descansan los restos mortales de todos los obispos y arzobispos de Santiago.
Un convenio firmado entre el arzobispado y la Pontificia Universidad Católica de Chile buscaba que el conjunto catedralicio quedase completamente restaurado para la Oración ecuménica por Chile y el Te Deum Ecuménico de Fiestas Patrias de 2010. Sin embargo, fruto del terremoto del 27 de febrero de 2010, ambas ceremonias debieron ser celebradas en la Plaza de Armas. Meses después, el ministro de Obras Públicas, Hernán de Solminihac, anunció que debería restaurarse tanto el interior como los exteriores del templo.
La restauración se inició en febrero de 2014 e incluyó la fachada y las piezas ornamentales del templo. También se instalaron barras de acero y un reforzamiento con fibra de carbono para estabilizar el inmueble tras el sismo.  Además, se renovó la iluminación y se habilitaron dos miradores en los campanarios para visitas turísticas. Los trabajos tuvieron un costo cercano a los tres mil millones de pesos chilenos (cuatro millones quinientos mil dólares estadounidenses de 2015) y concluyeron en julio de dicho año.

## Descripción
El templo principal está compuesto por una planta de tres naves. Su ancho es de 45 metros y su largo, desde la fachada hasta las puertas que dan a la calle Bandera, es de unos 100 metros. Ello da una superficie de unos 4500 metros cuadrados.

### Nave central

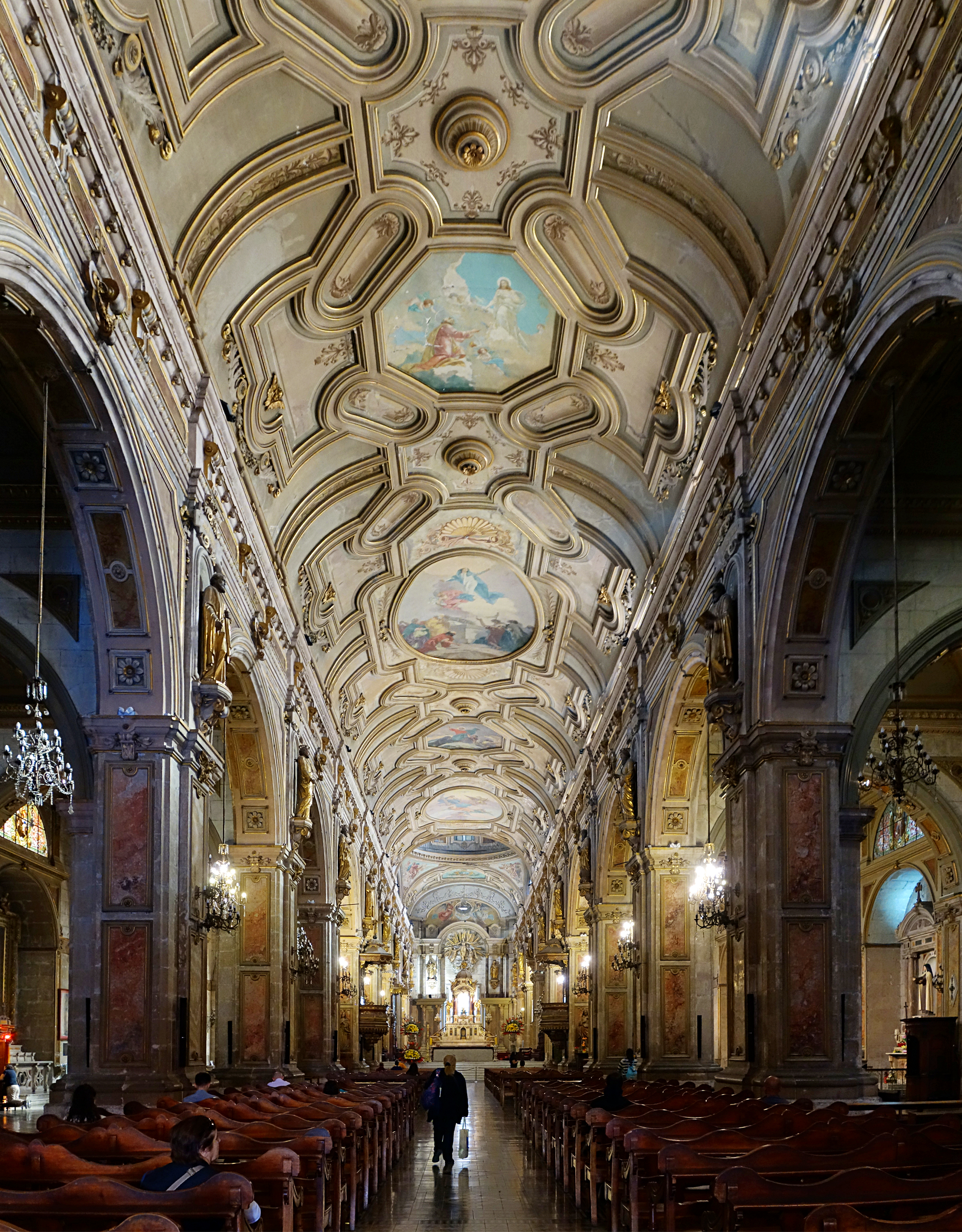
Vista de la nave central

En la nave central destaca en su fondo el antiguo altar mayor, coronado por un ciborio de mármol que conserva en su interior el crucifijo, coronado por un águila y custodiado por ángeles, que fue construido en Múnich en 1912, donde se celebraron las misas hasta que, entre los años 60 y 70, en el arzobispado del Cardenal Raúl Silva Henríquez, se elaboró un altar móvil en madera para celebrar la Misa de cara al pueblo, pero dado que era poco decoroso para el entorno, se le colocó delante un frontal de plata de 3 metros de largo. Este altar fue remodelado y modificado entre 2005 y 2006, en una obra que supuso la renovación completa del presbiterio y la refacción total de la cripta arzobispal. Se reemplazó el altar móvil por uno fijo, el frontal del altar móvil fue destinado a la Capilla del Santísimo Sacramento, y se realizaron mejoras estructurales del presbiterio.
Precede al altar, subiendo por las escalinatas del presbiterio, un ambón o facistol de madera, con forma de águila. A su izquierda, en la pilastra, se conserva un gran crucifijo, donación del Papa Pío XI. A continuación, le siguen los asientos de madera tallada, donde se ubican los sacerdotes que componen el Cabildo Metropolitano. Al medio del brazo izquierdo del presbiterio, bajo un dosel de madera, se ubica la cátedra (trono de madera donde se sienta el Arzobispo en los oficios religiosos). Justo en la pilastra ubicada frente al dosel de la cátedra, se ubica un gran cuadro que exhibe el escudo de armas del Arzobispo en ejercicio.
En el centro del presbiterio se ubica el nuevo altar fijo, constituido por un bloque liso de granito, custodiado por un conjunto conformado por un crucifijo y seis candelabros de plata, como se exige para la Misa Pontifical. Detrás del altar nuevo se ubica el altar mayor antiguo, ya mencionado. Al final del conjunto, junto al altar antiguo por el lado derecho, se sitúa el órgano de coro, un órgano de tubos construido por los jesuitas alemanes de Calera de Tango en 1754, y aún se encuentra en uso. En la nave central destacan también los púlpitos de madera tallada del siglo XIX.
En la pared del ábside propiamente dicha, se encuentra en la parte alta lo que podríamos llamar retablo mayor, encabezado por una imagen en madera de la Asunción de Nuestra Señora, patrona de la catedral, rodeada de ángeles y rayos de bronce, custodiada por imágenes del Apóstol Santiago (patrono de la ciudad y de la arquidiócesis) y de Santa Rosa de Lima, también en madera. Bajo este retablo, se encuentra un ventanal que ilumina el ciborio o manifestador donde está el crucifijo, y llena de luz la nave central. A los pies, se observa una imagen de San Francisco Javier yacente. A sus costados hay dos puertas que salen hacia calle Bandera, conformando una sencilla fachada posterior.
Por otra parte, en el coro que se encuentra sobre la puerta principal, se encuentra el gran órgano de tubos fabricado en la casa Flight & Son de Londres. Desde la década de 1980, su capacidad sonora es totalmente nula.

### Cripta arzobispal
Bajo la losa del presbiterio está la cripta arzobispal, donde comúnmente se sepultan a los arzobispos de Santiago. Antiguamente la cripta era un lugar oscuro y maltrecho pero, por iniciativa del cardenal Carlos Oviedo Cavada se elaboró un proyecto para construir una nueva bajo el altar mayor, más digna de conservar los restos de los prelados. Remodelada en 2005, en la actualidad presenta un aspecto moderno y sobrio, encabezada por un Cristo colonial en actitud de crucifixión y un pequeño altar de granito. A sus costados están, en las paredes, los nichos donde descansan algunos de los obispos y arzobispos de Santiago. Además de los obispos y arzobispos diocesanos descansan otros prelados como el nuncio apostólico, Monseñor Aldo Laghi, cuya única nunciatura fue la de Chile, siendo ordenado obispo un día 18 de septiembre (escogido por él en homenaje a Chile), y falleciendo en este país conforme a su deseo.
Detrás del altar mayor antiguo, se ubican las criptas civiles de Diego Portales y José Tomás Ovalle.
|                    |
| Cripta arzobispal. |

|                          |
| Tumba de Diego Portales. |

### Nave derecha
En la nave derecha, sobresalen los sepulcros de grandes personalidades de la historia del país, de los primeros obispos y personajes de la aristocracia criolla.
Junto a la puerta derecha de la Plaza de Armas está el monumento y ánfora de mármol donde se conservan los corazones de los oficiales chilenos muertos en la Batalla de La Concepción en 1882. Es de estilo neogótico y mármol blanco, y fue inaugurado en 1912. Adyacente a la puerta de calle Catedral se encuentra la lápida de madera tallada a la memoria de los hermanos Carrera (Javiera, Juan José, José Miguel y Luis Carrera), cuya tumba aún permanece sin ubicar dentro del edificio catedralicio. Por ésta nave también destacan las tumbas de Monseñor José Antonio Martínez de Aldunate, obispo electo de Santiago y Vicepresidente de la Primera Junta Nacional de Gobierno; y la de Monseñor Joaquín Larraín Gandarillas, fundador y primer rector de la Pontificia Universidad Católica de Chile, en el interior de un sarcófago de bronce.
En esta sección hay ocho altares laterales, dedicados a:
- San Francisco de Paula.
- San Francisco de Sales, realizado en mármol blanco, negro y verde.
- San Alberto Hurtado
- Santa Teresa de los Andes, con reliquias de la santa.
- Transfiguración del Señor, con una copia de la pintura homónima de Rafael Sanzio.
- Nuestra Señora del Carmen, con una pintura de la Virgen entregando el escapulario al carmelita Simon Stock (obra de Jacques Pillard, hecha en Roma en 1864).
- Nuestro Señor Jesucristo, donde se guardan las reliquias de San Macrino (o Macrobio), mártir de la Iglesia primitiva.
- San Pedro

|                                    |
| Altar de Nuestro Señor Jesucristo. |

|                                |
| Tumba de los hermanos Carrera. |

|                                     |
| Altar de Santa Teresa de los Andes. |

|                               |
| Altar de San Alberto Hurtado. |

|                                  |
| Altar de San Francisco de Sales. |

|                                                        |
| Monumento a los héroes de la Batalla de La Concepción. |

### Nave izquierda
La nave izquierda posee el grandioso monumento funerario del arzobispo Rafael Valentín Valdivieso, en un sarcófago de mármol. Frente a este se ubica el monumento funerario del arzobispo José Alejo Eyzaguirre. También hay un pequeño memorial junto a la puerta de la sacristía, en el lugar exacto donde fue asesinado el Padre Faustino Gazziero, a manos de un joven enfermo mental.
En el centro de esta nave destaca la Capilla del Santísimo Sacramento, con un altar cubierto por un ciborio de mármol, con una custodia, ángeles, lámparas y frontal en plata. En esta capilla oró el Papa Juan Pablo II durante su visita a este Templo el 1 de abril de 1987, al igual que el Papa Francisco en su visita (16 de enero de 2018).
Existen seis altares en ésta nave, dedicados a:
- Apóstol Santiago, patrono de la ciudad, con su estatua y escoltado por el escudo de armas de la ciudad y el escudo de España.
- Arcángel Miguel
- Madre Dolorosa, con una copia de la escultura venerada en la Basílica de Santa María la Mayor en Roma.
- Nuestra Señora del Tránsito, con una copia de una pintura realizada por Tiziano y una imagen tallada de la Virgen del Pilar.
- San José.
- Cristo crucificado, con una escultura de madera policromada que habría sido donada, según la tradición, por el rey Felipe II de España.

Casi al fondo de la nave izquierda se encuentra la sacristía de la Catedral, en cuyo interior se encuentra imaginería sacra, ornamentos, vasos sagrados y utensilios de arte colonial, barroco y neoclásico.
|                            |
| Altar del Arcángel Miguel. |

|                             |
| Altar de la Madre Dolorosa. |

|                        |
| Capilla del Santísimo. |

|                    |
| Altar de San José. |

|                                                            |
| Monumento sepulcral del obispo Rafael Valentín Valdivieso. |

### Conjunto arquitectónico

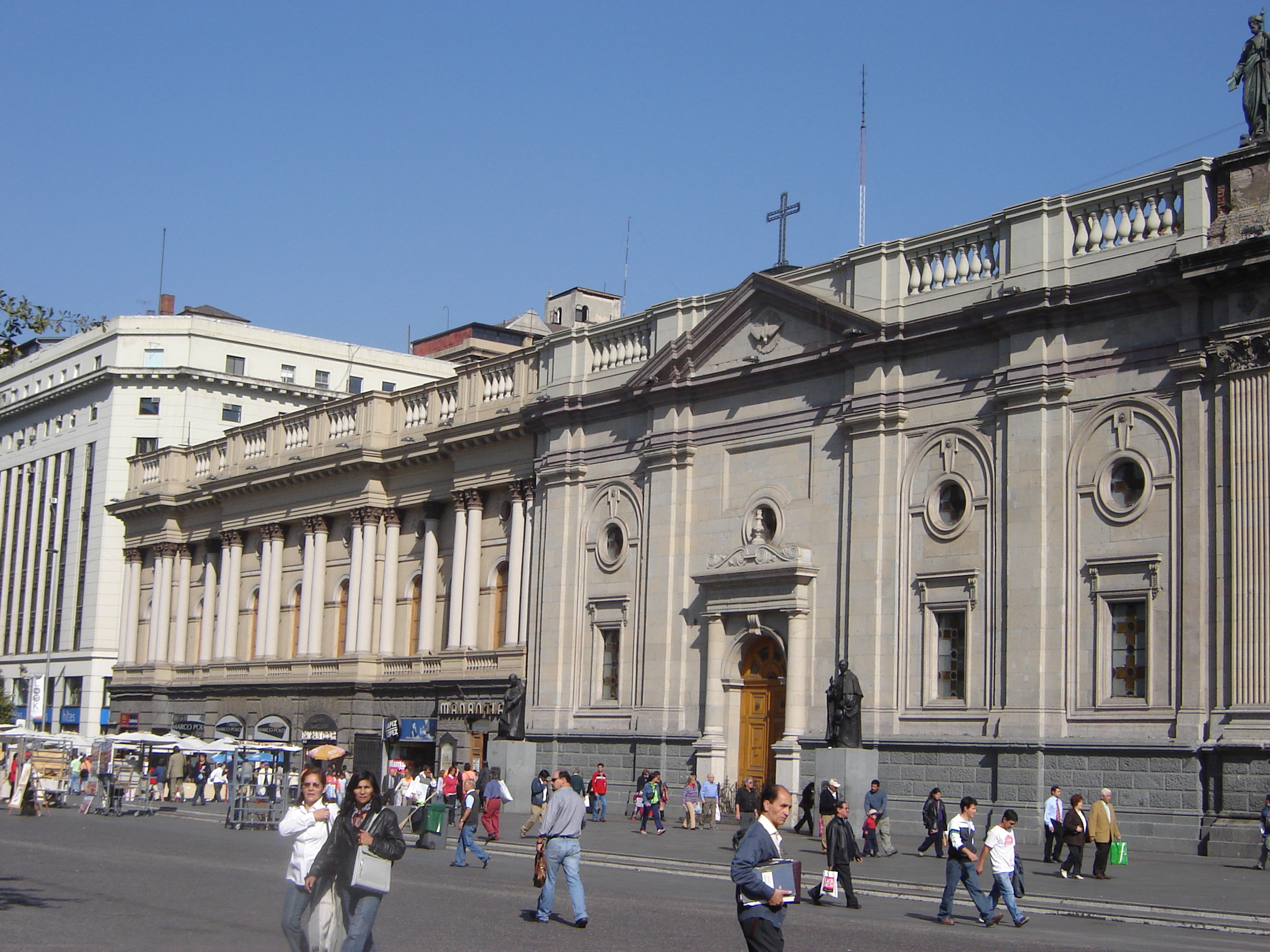
En primer plano la Parroquia del Sagrario y contiguo al lado izquierdo el Palacio Arzobispal de Santiago

Componen el conjunto arquitectónico de la Catedral Metropolitana de Santiago, además del Templo Catedral, el Palacio Arzobispal que se encuentra contiguo a la calle Compañía y la Parroquia del Sagrario, templo que se encuentra entre el Palacio y el Templo Mayor. Por una puerta cercana a la entrada principal se accede a esta última, donde se encuentra la imagen coronada de la Virgen del Carmen, que sale en procesión por las calles a fines de septiembre de cada año. Esta imagen se encontraba hasta 1985 en la Basílica del Salvador.
El Palacio Arzobispal, restaurado entre 2007 y 2008, fue por más de un siglo la residencia del Arzobispo, hasta que los arzobispos decidieron fijar su residencia particular fuera del centro de Santiago y en condiciones más modestas. En la actualidad se encuentran en la planta alta oficinas administrativas, una galería de exposiciones, un auditorio y la Sala Capitular, donde el Arzobispo se reúne con sus vicarios de forma más solemne. En la planta baja, están las oficinas de la Parroquia El Sagrario, una librería y locales comerciales. En esta planta funcionó, en tiempos de la Dictadura Militar (Chile), la Vicaría de la Solidaridad.
El conjunto en su totalidad ha sido declarado Monumento Nacional.

## Actualidad

### Misas

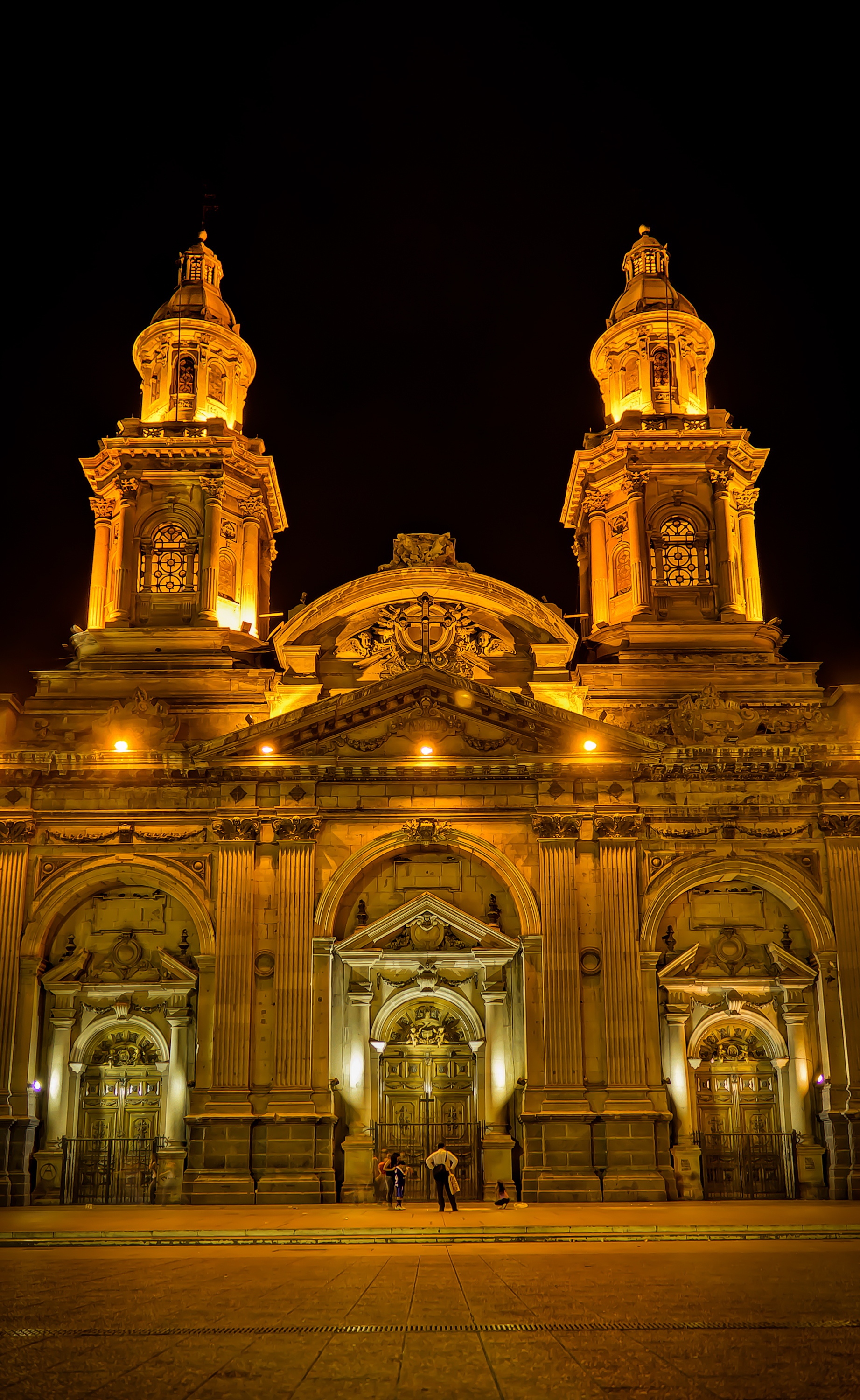
Fachada de la catedral con su iluminación nocturna

La catedral está abierta de lunes a viernes de 10:00 a 19:00 horas sábados de 10:00 a 14:30 horas y domingos entre las 09:00 y las 13:30 horas. La celebración de la misa tiene lugar de lunes a viernes a las 12:30 y 18:00 horas; los sábados a las 12:30 horas y los domingos a las 09:45 (misa de los canónigos), y 12:00 horas.

### Cabildo Catedralicio Metropolitano
Sus responsables son los sacerdotes pertenecientes al Colegio de canónigos (llamado también "Cabildo Metropolitano"). Los canónigos son nombrados por decreto directo del arzobispo y, del mismo modo, es este último quien por decreto acepta los nombramientos de cargos que los canónigos hacen internamente como, por ejemplo, la elección de un deán. El Cabildo se encuentra conformado de la siguiente forma:
- Monseñor Héctor Gallardo Villalobos, Deán del Cabildo Catedralicio.
- Presbítero Andrés Ariztía, canónigo titular y Administrador del Cabildo.
- Monseñor Luis Migone Repetto, Canónigo Penitenciario del Cabildo.
- Monseñor Pedro Narbona Bugueño, canónigo titular.
- Monseñor Ignacio Muñoz Muñoz, canónigo titular.
- Presbítero Juan Ignacio Schramm, canónigo titular.
- Presbítero Jorge Saéz, canónigo titular.
- Monseñor Juan de la Cruz Suárez Campos, canónigo titular.
- Monseñor Cristian Castro Toovey, canónigo titular.

### Museo de Arte Sagrado
En el interior de la catedral se encuentra el Museo de Arte Sagrado, museo de arte religioso que contiene una gran colección de platería, mobiliario antiguo y obras de arte de distintas órdenes religiosas.